# Memórias do Coração
Memórias do Coração é um álbum comemorativo dos 25 anos do Ministério de Louvor Diante do Trono. 
O álbum foi gravado ao vivo no dia 06 de abril de 2023, durante o XXIII Congresso Diante do Trono intitulado "Memórias do Coração" na Igreja Batista da Lagoinha Matriz - Belo Horizonte / Minas Gerais e lançado completo no dia 08 de novembro de 2023 pela distribuidora OniMusic. 
O álbum é composto por 13 medleys como faixas. Contou com as participações especiais de Fernanda Brum, Eyshila, Cassiane, Nívea Soares, André Valadão, Mariana Valadão, Gabi Sampaio, Marine Friesen, Israel Salazar, Ana Nóbrega, Asaph Borba e da banda Morada.
O projeto foi lançado em 2 EP e a versão Deluxe. Todas as faixas do álbum foram lançadas em videoclipes no canal oficial do YouTube do Diante do Trono e juntas, somam mais de 6 milhões de visualizações.
O primeiro single "Medley Tempo de Festa" foi lançado dia 6 de julho de 2023, o segundo "Medley Coração Igual ao Teu" no dia 12 de setembro de 2023 e o terceiro "Medley Crianças DT" no dia 11 de outubro de 2023.

## História
No final do ano de 2022, Ana Paula Valadão anunciou aos seus seguidores que realizaria um congresso comemorativo dos 25 anos do Diante do Trono e gravaria um álbum comemorativo com a participação de alguns integrantes das três formações que o grupo obteve desde 1998. 
Em janeiro de 2023, Ana Paula Valadão divulgou em seu instagram alguns trechos da música Memórias do Coração que estava sendo composta por ela naquele momento. 
Houve a regravação das músicas "A Doçura do Teu Falar" e "Jardim Secreto" da Pra Ludmila Ferber que a Ana Paula Valadão participou nos álbuns da cantora, com a participação de Fernanda Brum e Eyshila como homenagem e legado deixado pela pastora que faleceu no ano 2022. 

## Faixas
| N.º            | Título                                | Compositor(es)                                                        | Duração |  |
| 1.             | "Medley Quero Subir"                  | Ana Paula Valadão Bessa                                               | 06:48   |  |
| 2.             | "Medley Esperança"                    | Ana Paula Valadão Bessa                                               | 06:27   |  |
| 3.             | "Medley Tempo de Festa"               | Ana Paula Valadão Bessa                                               | 08:06   |  |
| 4.             | "Medley Crianças DT Toin Toin"        | Ana Paula Valadão Bessa                                               | 05:38   |  |
| 5.             | "Medley Crianças DT Princesa"         | Ana Paula Valadão Bessa                                               | 09:46   |  |
| 6.             | "Medley Coração Igual ao Teu"         | Ana Paula Valadão Bessa                                               | 07:17   |  |
| 7.             | "Medley A Doçura do Teu Falar"        | Ana Paula Valadão Bessa, Ludmila Férber                               | 08:02   |  |
| 8.             | "Medley Ouve, Senhor"                 | Ana Paula Valadão Bessa                                               | 08:35   |  |
| 9.             | "Medley Manancial"                    | Ana Paula Valadão Bessa                                               | 09:44   |  |
| 10.            | "Medley Te Agradeço"                  | Dennis Jernigan, Jennie Lee Riddle                                    | 06:29   |  |
| 11.            | "Medley Relance (Digno é o Cordeiro)" | Ana Paula Valadão Bessa, Ethan Parker, Kevin Jonas, Paz Aguayo Parker | 05:49   |  |
| 12.            | "Memórias do Coração"                 | Ana Paula Valadão Bessa                                               | 05:54   |  |
| 13.            | "Preciso de Ti"                       |                                                                       | 06:24   |  |
| Duração total: | Duração total:                        | Duração total:                                                        | 95:00   |  |

1. ↑  «CD Quero me Apaixonar (Diante do Trono) - Análise». Super Gospel. Consultado em 21 de fevereiro de 2015